# Agrotis sicania
Agrotis sicania är en fjärilsart som beskrevs av Achille Guenée 1852. Agrotis sicania ingår i släktet Agrotis och familjen nattflyn. Inga underarter finns listade i Catalogue of Life.